# لوتارو أكوستا
لوتارو جيرمان أكوستا (بالإسبانية: Lautaro Germán Acosta)‏ (مواليد 14 مارس 1988 في غليو - الأرجنتين) لاعب كرة قدم أرجنتيني يلعب حاليا لصالح نادي الدرجة الأولى إشبيلية الإسباني منذ 2008 في مركز المهاجم كما يجيد اللعب في مركز الوسط المهاجم والجناح الأيمن .

## مسيرته الكروية
لعب لوتارو أكوستا خلال مسيرته الاحترافية مع 4 أندية في ستة عشر موسمًا وسجل خلالها 36 هدفًا ضمن 276 مباراة. حيث فاز في موسم واحد بالكأس وفي موسمين بالدوري.
خاض لوتارو أكوستا مسيرته مع نادي لانوس في موسم 2005–06 في المرة الأولى واستمر معه طيلة ثلاثة مواسم ثم في موسم 2013–14 ليلعب معه ثمانية مواسم، مشاركًا طوالها في 210 مباراة سجل خلالها 34 هدفًا. ثم انتقل إلى نادي إشبيلية في موسم 2008–09 واستمر معه طيلة ثلاثة مواسم، حيث شارك في 23 مباراة ولم يسجل أي هدف. لينتقل بعدها إلى نادي راسينغ سانتاندير في موسم 2011–12 لمدة موسم واحد، مشاركًا في 21 مباراة سجل خلالها هدفين. ثم انتقل إلى نادي بوكا جونيورز في موسم 2012–13 لمدة موسم واحد، مشاركًا في 22 مباراة ولم يسجل أي هدف.

## روابط خارجية
- لوتارو أكوستا على موقع الاتحاد الدولي (مؤرشف)  (الإنجليزية)
- لوتارو أكوستا على موقع إي إس بي إن إف سي (الإنجليزية)
- لوتارو أكوستا على موقع قاعدة بيانات كرة القدم.إي يو (الإنجليزية)
- لوتارو أكوستا على موقع ناشيونال فوتبول تيمز (الإنجليزية)
- لوتارو أكوستا على موقع Soccerway.com (الإنجليزية)
- لوتارو أكوستا على موقع كووورة
- لوتارو أكوستا على موقع أوليمبيديا (الإنجليزية)